# Natien
Natien is een gemeente (commune) in de regio Sikasso in Mali. De gemeente telt 6900 inwoners (2009).
De gemeente bestaat uit de volgende plaatsen:
- Farako
- Kassanso
- Kena
- Natien
- Pitagalasso
- Sopie
- Tamba
- Zierodougou